# Bullay

Wappen

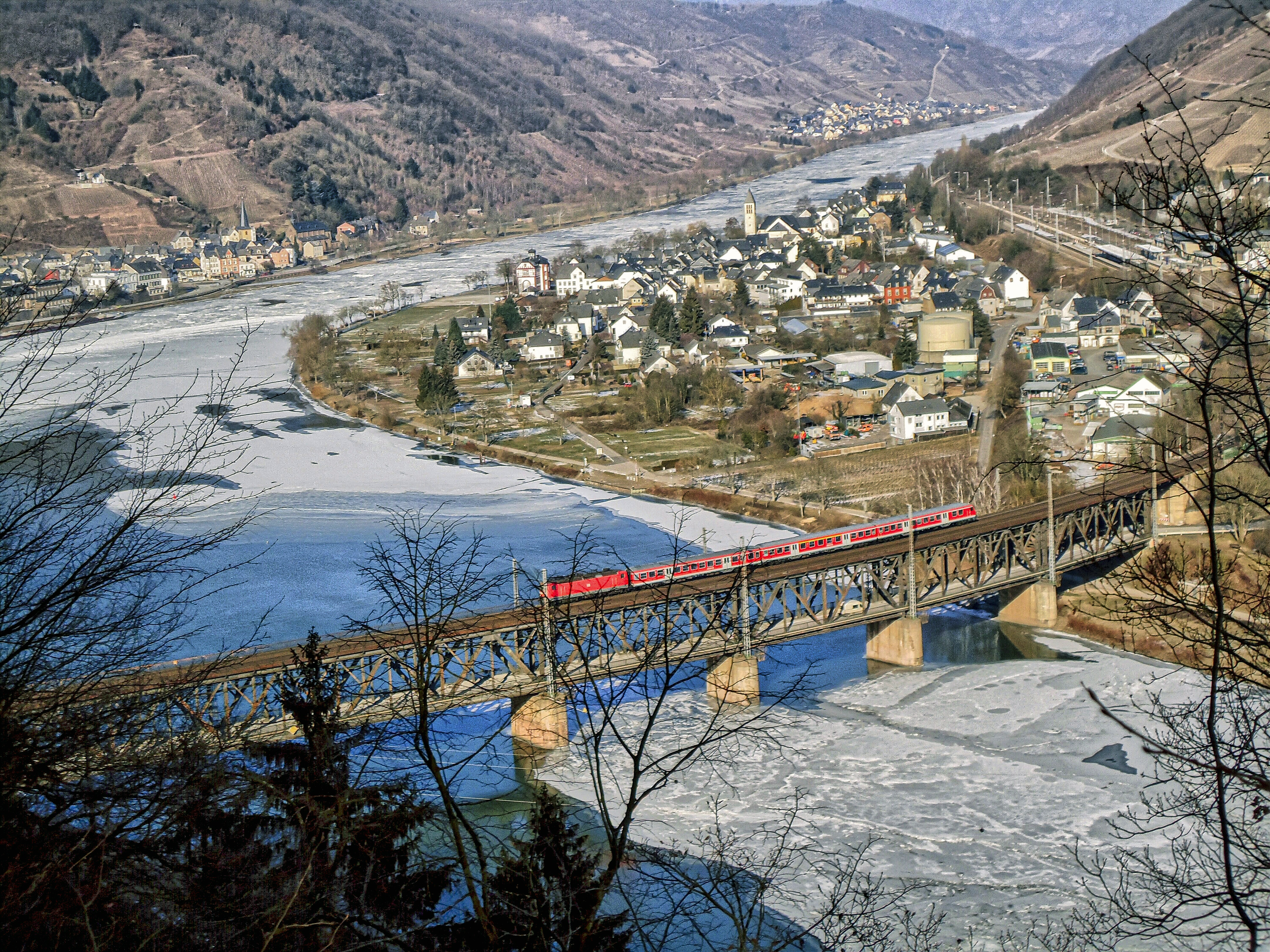
Bullay mit der Doppelstockbrücke, Winter 2012

Bullay ist eine Ortsgemeinde im Landkreis Cochem-Zell in der Mitte von Rheinland-Pfalz. Sie gehört der Verbandsgemeinde Zell (Mosel) an und liegt gegenüber von Alf an der Mosel.

## Geografie
Die Ortsgemeinde Bullay liegt in der Mitte des Bundeslandes Rheinland-Pfalz.

## Geschichte
Es gilt als sicher, dass es im Gebiet der Gemeinde eine römische Siedlung gab. Die erste urkundliche Erwähnung als Buley infra Cell stammt dem Jahre 1150. Von 1470 bis 1550 gab es in Bullay Bergbaubetrieb. Vier Freiherren-Geschlechter hatten die Herrschaft über Bullay: Zand von Merl, Boos von Waldeck, von Metzenhausen und von Kellenbach (später von Landenberg). Ab 1794 stand Bullay unter französischer Herrschaft und gehörte von 1798 bis 1814 zum Kanton Zell im Rhein-Mosel-Département. 1815 wurde der Ort auf dem Wiener Kongress dem Königreich Preußen zugeordnet. Im Jahr 1879 wurde die Linke Moseltalbahn gebaut. Seit 1946 ist er Teil des damals neu gebildeten Landes Rheinland-Pfalz.
Das Rheinhochwasser 1993, auch „Weihnachtshochwasser“ oder „Jahrhunderthochwasser“ genannt, war bislang das größte Hochwasser in der Region.
Statistik zur Einwohnerentwicklung
Die Entwicklung der Einwohnerzahl von Bullay, die Werte von 1871 bis 1987 beruhen auf Volkszählungen:
| Jahr | Einwohner |
| 1815 | 209       |
| 1835 | 310       |
| 1871 | 315       |
| 1905 | 654       |
| 1939 | 1.090     |

| Jahr | Einwohner |
| 1950 | 1.212     |
| 1961 | 1.306     |
| 1970 | 1.296     |
| 1987 | 1.382     |
| 2005 | 1.518     |

## Politik

### Gemeinderat
Der Gemeinderat in Bullay besteht aus 16 Ratsmitgliedern, die bei der Kommunalwahl am 9. Juni 2024 in einer personalisierten Verhältniswahl gewählt wurden, und dem ehrenamtlichen Ortsbürgermeister als Vorsitzendem.
Die Sitzverteilung im Gemeinderat:
| Wahl | SPD | CDU | FWG | Gesamt   |
| ---- | --- | --- | --- | -------- |
| 2024 | 3   | 5   | 8   | 16 Sitze |
| 2019 | 3   | 5   | 8   | 16 Sitze |
| 2014 | 3   | 6   | 7   | 16 Sitze |
| 2009 | 2   | 6   | 8   | 16 Sitze |
| 2004 | 2   | 7   | 7   | 16 Sitze |

FWG = Freie Wählergruppe Bullay e. V.

### Bürgermeister
Matthias Müller (FWG) wurde 1999 Ortsbürgermeister von Bullay. Bei der Direktwahl am 26. Mai 2019 wurde er mit einem Stimmenanteil von 84,57 % für weitere fünf Jahre in seinem Amt bestätigt. Bei der Direktwahl am 9. Juni 2024 wurde er ohne Gegenkandidat mit 74,7 % der Stimmen erneut wiedergewählt.

## Kultur und Sehenswürdigkeiten

### Bauwerke
Siehe auch: Liste der Kulturdenkmäler in Bullay
- Doppelstockbrücke (Bullay) über die Mosel mit der Moselstrecke oberhalb der Straße
- Der mit einem Architekturpreis des Landes Rheinland-Pfalz ausgezeichnete Umweltbahnhof
- Seit 2014 verfügt Bullay auch über eine kleine Moschee am Moselufer nahe der Doppelstockbrücke Bullay

### Religion
Als einzige Gemeinde im mehrheitlich katholischen Landkreis Cochem-Zell verfügt Bullay seit dem 14. März 2014 über eine eigene sunnitische Moschee. Seitdem werden hier für Bürger sunnitischer Glaubensrichtung alle 5 Gebete des Tages angeboten. Die Moschee gehört dem Verband der DiTiB an. Die meisten Mitglieder der Gemeinde haben türkische oder deutsche Wurzeln.

### Bildergalerie

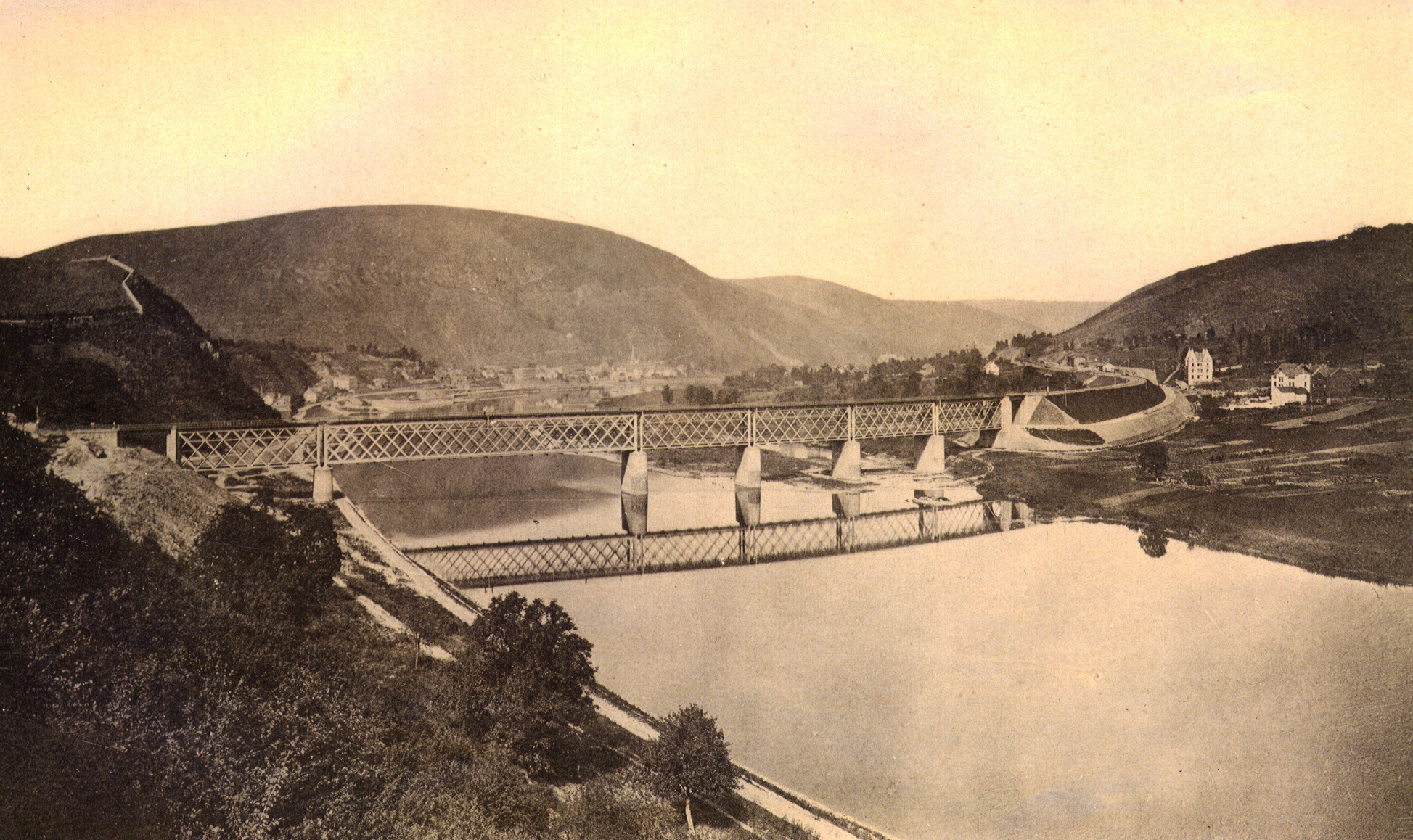
Ansicht von Bullay und Doppelstockbrücke (Bullay) um 1880
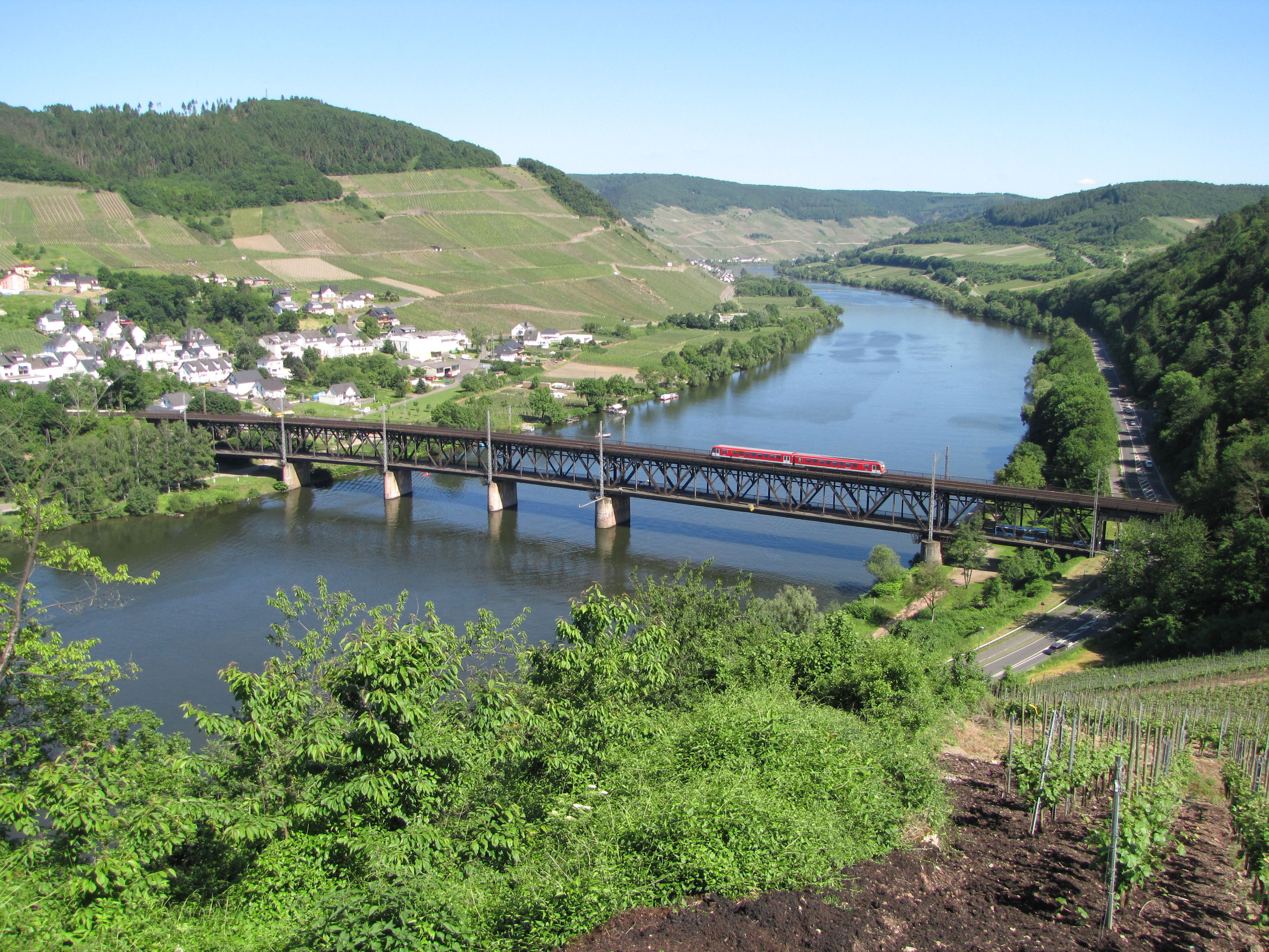
Doppelstockbrücke (Bullay), 2010
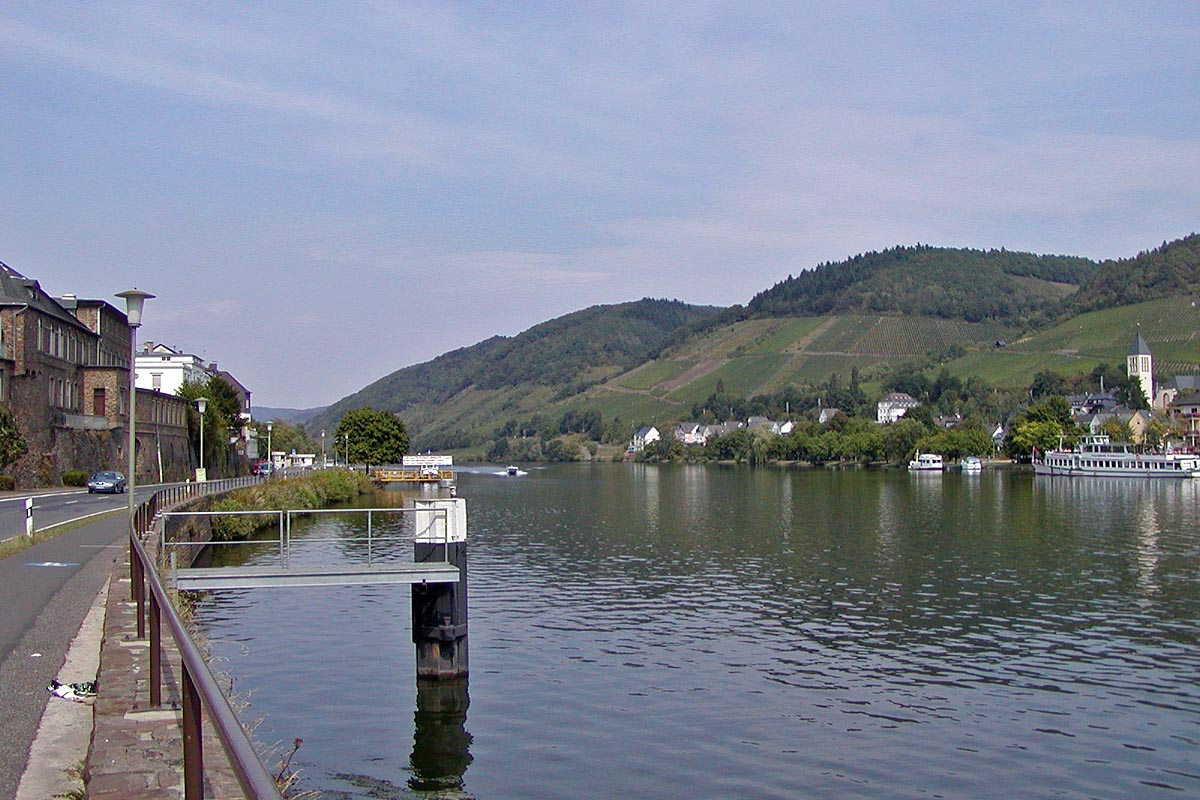
Die Mosel bei Bullay
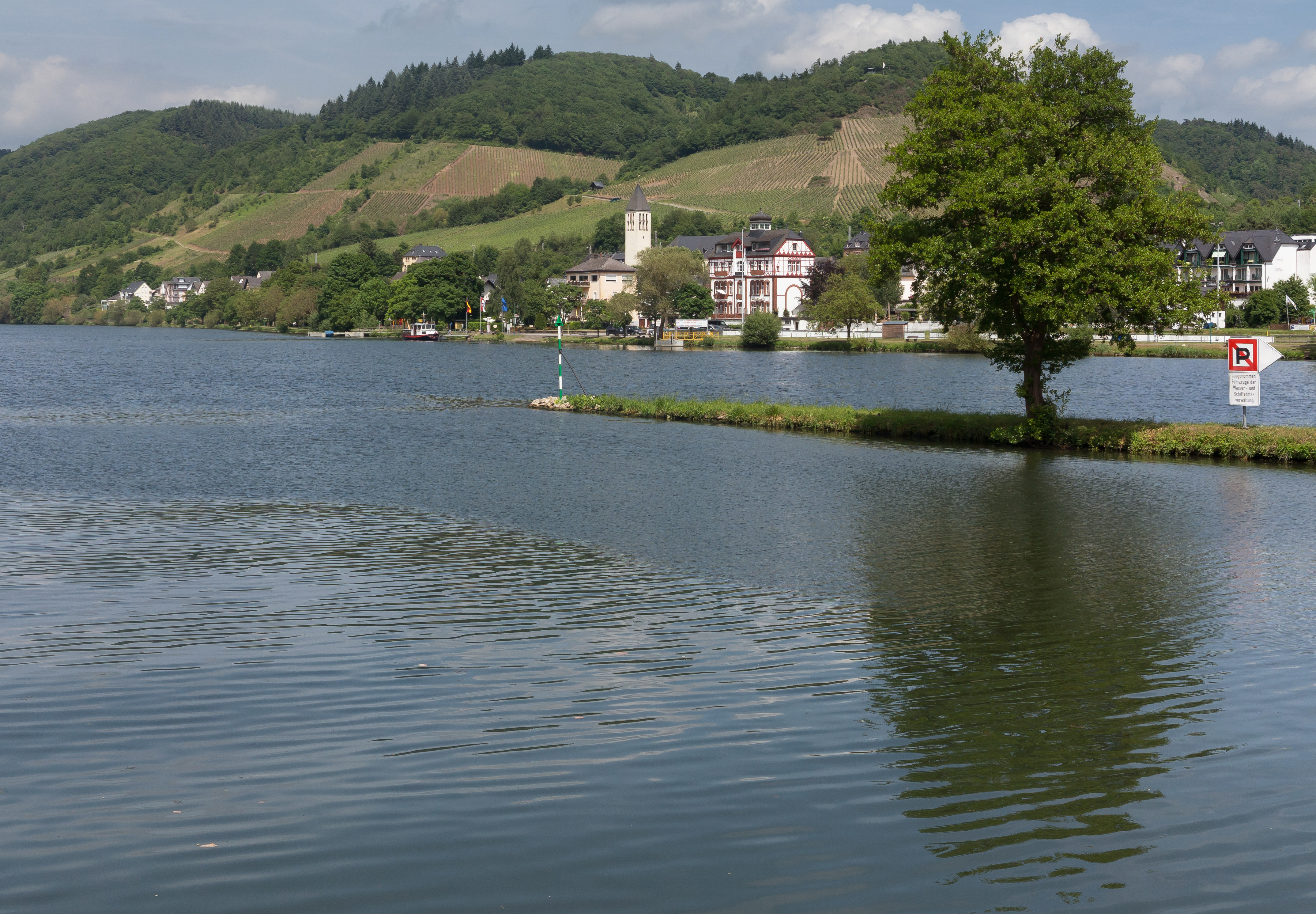
Kirche im Dorf
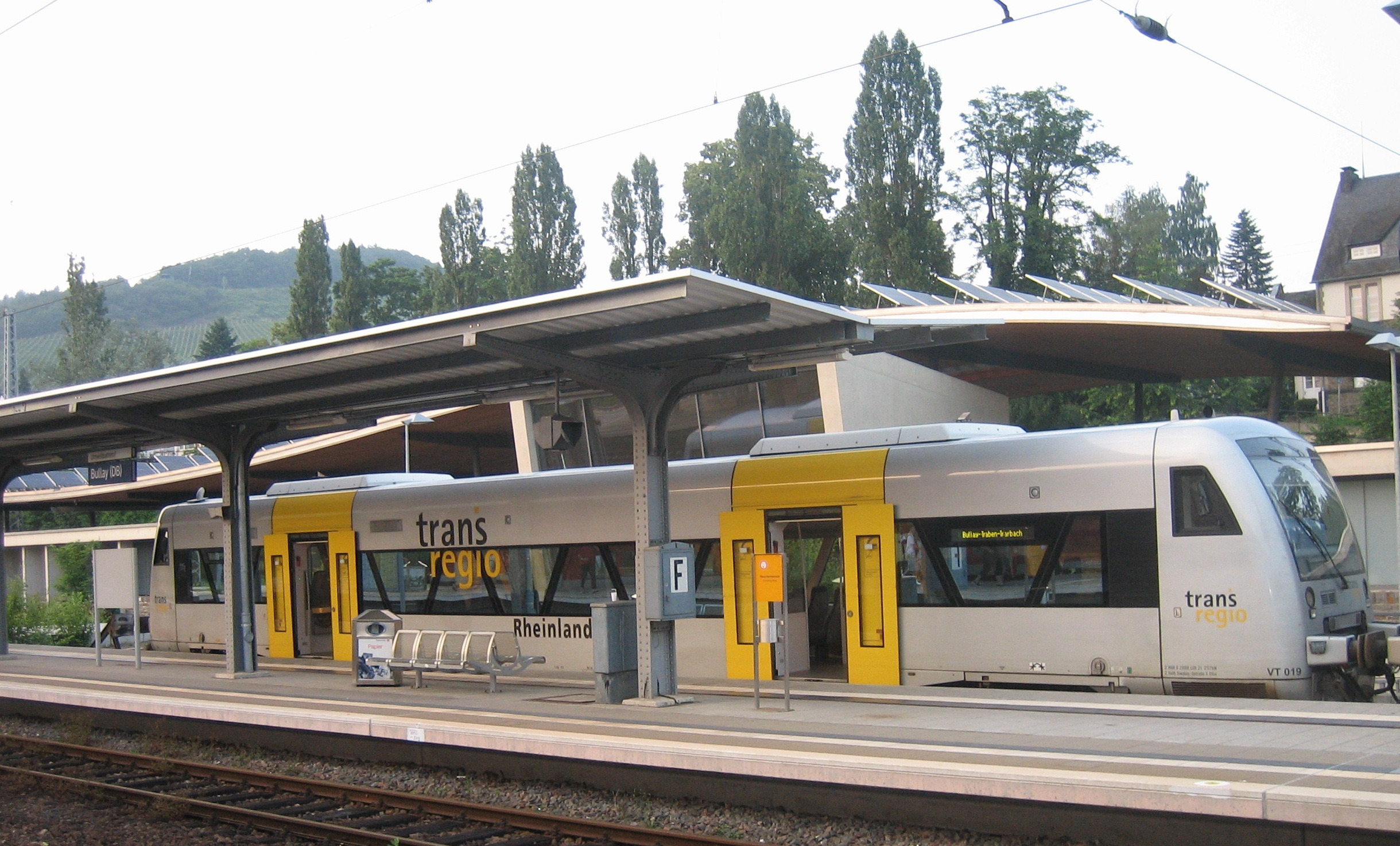
„Umweltbahnhof“ Bullay (DB)
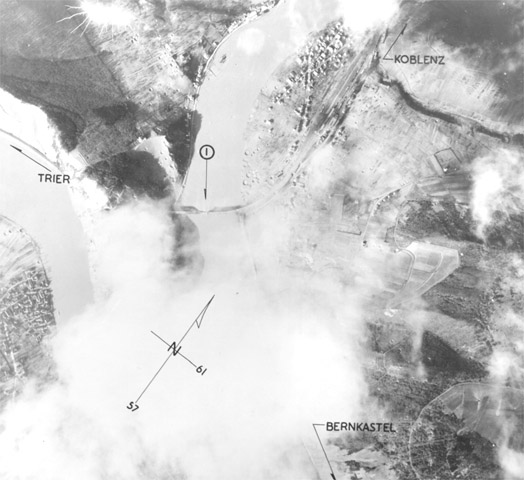
Luftaufnahme von Bullay von 1945

## Wirtschaft und Infrastruktur

### Verkehr

#### Straßenverkehr
Bullay ist mit der Doppelstockbrücke (Bullay) mit der linken Moselseite und somit mit den Bundesstraßen 49 (Richtung Koblenz) und 53 (Richtung Trier) verbunden.

#### Eisenbahnverkehr
Die Eisenbahn führt vom Bahnhof in den Prinzenkopftunnel. Der Bahnhof Bullay (DB) liegt an der 1879 fertiggestellten Linken Moseltalbahn Trier Hbf – Koblenz Hbf.
Von 1905 bis Teilstreckenstillegung 1961 war der Bahnhof Bullay Süd nördlicher Endpunkt der Moselbahn Trier Nord – Bullay Süd, die jedoch ab 1961 abgebaut und durch Busse ersetzt wurde.

#### Wasserwege
Die Fähre Alf – Bullay, eine kleine Motorfähre für Personen und Fahrräder, verbindet Bullay mit Alf.
Ein gemeindeeigener Bootssteg steht Sportbootfahrern kostenfrei für Übernachtungen zur Verfügung.
Fähre Alf – Bullay

## Persönlichkeiten

### Söhne und Töchter der Gemeinde
- Gisela Anton (* 1955), Physikerin
- Marcus Braun (* 1971), Schriftsteller